# George Rawlings
George Chancellor Rawlings Jr. (7 tháng 11 năm 1921 – 22 tháng 4 năm 2009) là một chính khách người Mỹ và luật sư luật từ tiểu bang Virginia của Hoa Kỳ. Là thành viên của Đảng Dân chủ, ông từng là thành viên của Hạ viện Virginia từ năm 1963 đến 1969.

## Cuối đời
Rawlings sau đó trở lại thực hành pháp luật của mình, nhưng không hoàn toàn rời khỏi chính trị. Năm 1972, ông đã cùng với bạn của mình và đồng minh Henry Howell, cựu Thượng nghị sĩ Nhà nước Dân chủ, người được bầu làm Phó Thống đốc độc lập trong một cuộc bầu cử đặc biệt năm 1971, cũng như những người ủng hộ ứng cử viên tổng thống của đảng Dân chủ George McGovern, để cố gắng thanh trừng quan chức  bộ máy của Đảng Dân chủ về những dấu tích cuối cùng của Tổ chức Byrd. Kết quả của những hoạt động này, Rawlings đã được bầu làm thành viên của Ủy ban Quốc gia Đảng Dân chủ (một chức vụ mà ông giữ đến năm 1980) và là Chủ tịch Ủy ban Dân chủ Quận Tám (mà ông vẫn duy trì cho đến năm 1993). Năm sau, Howell ra tranh cử Thống đốc Virginia với tư cách là một người độc lập mà không có đối thủ Dân chủ và với sự hỗ trợ của tổ chức đảng.
Năm 1975, Rawlings và vợ, Rosalie, ly dị sau khi Rawlings công khai với bà là người đồng tính. Sau khi chuyển đến Hạt Fairfax với bạn đời mới, ông tiếp tục hành nghề luật.
Năm 2000, ông bị bắt vì biển thủ từ tài khoản của khách hàng. Ông nhận tội và nhận án treo năm năm. Ông qua đời vì nguyên nhân tự nhiên vào ngày 22 tháng 4 năm 2009 tại Bệnh viện Mary Washington ở Fredericksburg.